# Зарудна Варвара Михайлівна
Варва́ра Миха́йлівна Зару́дна (в шлюбі Іпполітова-Іванова) (* 17 (5 грудня) 1857, Катеринослав — † 14 березня 1939, Москва) — оперна співачка (ліричне сопрано) та музична педагогиня, 1903 — професор Московської консерваторії, 1914 — заслужений професор.

## Життєпис
Походить з дворянської родини, донька Зарудного Михайла Івановича. У 1876 році закінчила Харківську гімназію, того ж року вступила до музичного училища, педагогинею була Прохорова-Мауреллі Ксенія Олексіївна.
Протягом 1879—1882 років навчалася в Петербурзькій консерваторії, педагогами були Наталія Ірецька, Ніссен-Саломан Генрієтта, Камілло Еверарді. Уроки Еверарді справили на неї найбільше враження, його методикою вона послуговувалася в подальшій педагогічній праці. 
Під час навчання в консерваторії вона познайомилася та заручилася, 1883 року одружилася з Михайлом Іпполітовим.
Сценічну діяльність розпочала ще студенткою, виступала на домашніх студентах з виконанням уривків арій у Мілія Балакірєва, Олександра Бородіна, Римського-Корсакова, Володимир Стасова, Цезаря Кюї. Згідно свідчень музичних джерел, партію Ярославни до опери «князь Ігор» Олександр Бородін писав з врахуванням вокальних даних Зарудної.
По закінченні навчання виступала в різних містах — сезон 1882 року в Києві — антреприза Йосипа Сетова, тоді ж продовжувала навчання у Еверарді та виступала в Київському оперному театрі; у Харкові, в 1883—1893 роках — у Тифлісі, примітно, що деякі арії виконувала грузинською мовою. Також виступала в Петербурзькому Маріїнському театрі, Іркутську, Казані, Калузі.
Одночасно зі сценічною провадила педагогічну діяльність. З 1883 року працювала музичним педагогом в Тифлісі — разом з чоловіком була при витоках місцевого музичного училища — Іпполітов-Іванов був директором навчального закладу. У її класах займалося близько 40 учнів, разом з ними окрім основних музичних занять організовувала постановку студентами спектаклів та уривків з опер. В пізнішому часі викладала у Московській консерваторії — 1893—1924 роки.
Чоловік їй присвятив оперу «Ася» — 1900 та романс «Ельзаська балада».
1917 року разом з чоловіком організовує при Московській консерваторії Вокальну студію ім. Чайковського, де займалася робітнича молодь; в студії було поставлено декілька оперних спектаклів Моцарта, Мусоргського, Римського-Корсакова, Чайковського.
1921 року написала «Про те, про се і про все щодо співів та оперної справи»,
- 1924 року надрукована її замітка «Мистецтво співів»,
- 1927 року вийшло друком її листування з Петром Чайковським.

1924 року припинила педагогічну діяльність.
Багато виступала на концертах, її репертуар включав арії опер, академічні симфонічні твори, російські та українські народні пісні.
Виступала разом з Марією Інсаровою, Павлом Кошицем, Петром Лодієм, Іполитом Прянишниковим, Євгеном Рядновим, Йоакимом Тартаковим, Леонідом Яковлєвим, Степаном Молчановським.
Серед її учнів: Коретті Арле-Тіц, Олександр Белянін, Ганна Бічуріна, Аврелія-Цецилія Добровольська, Єгор Єгоров, Зінаїда Єршова, Євген Ждановський, Стефанія Зорич, Надія Кемарська, Катерина Копосова-Держановська, Ганна Корсова-Чумакова, Віра Макарова-Шевченко, Кузьма Мінаєв, Марія Мірзоєва, Микола Нагачевський, Василь Нікольський, Надія Новоспаська, Олексій Перегудов, Фаїна Петрова, Віра Петрова-Званцева, Оксана Петрусенко, Маргарита Ріоллі-Словцова, Олена Сабініна, Дмитро Тархов.
Серед виконаних оперних партій:
- 1883 — Антоніда — «Життя за царя» Глінки, Тифліс,
- 1884 — Тетяна — «Євгеній Онєгін» Чайковського, Київ,
- 1885 — Марія — «Мазепа» Чайковського, виконувала в Тифлісі у присутності автора,
- 1887 — Ноемінь — «Руфь» Іпполітова-Іванова, перша виконавиця,
- 1887 — кума Настасья — «Чародійка» Чайковського,
- 1890 — Зорайя — «Азра» Іпполітова-Іванова, перша виконавиця,
- Мікаела — «Кармен» Бізе,
- Аїда — «Аїда» Верді,
- Джильда — «Ріголетто» Верді,
- Людмила — «Руслан і Людмила» Глінки,
- Ярославна — «Князь Ігор» Бородіна,
- Селіка — «Африканка» Мейєрбера,
- Галька — «Галька» Монюшка,
- Церліна — «Дон-Жуан» Моцарта,
- Джоконда — «Джоконда» Понк'єллі.

1999 року в Москві вийшло друком листування Іпполітова-Іванова з Зарудною.